# 12 septembrie
ianuarie • februarie • martie  • aprilie  • mai  • iunie  • iulie  • august  • septembrie  • octombrie  • noiembrie  • decembrie
12 septembrie este a 255-a zi a calendarului gregorian și a 256-a zi în anii bisecți. Mai sunt 110 zile până la sfârșitul anului.

## Evenimente

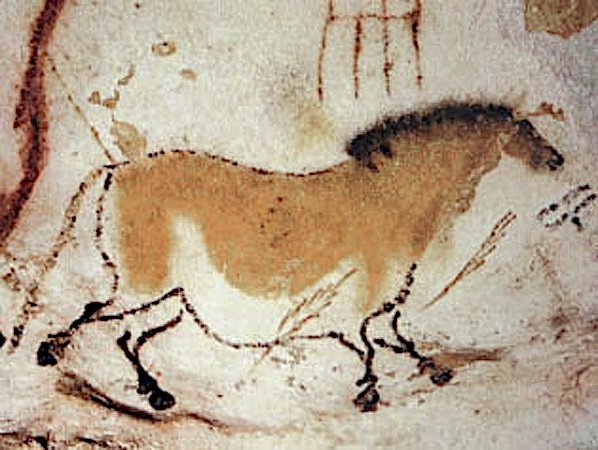
1940: În peștera de la Lascaux, Franța sunt descoperite picturi rupestre preistorice.

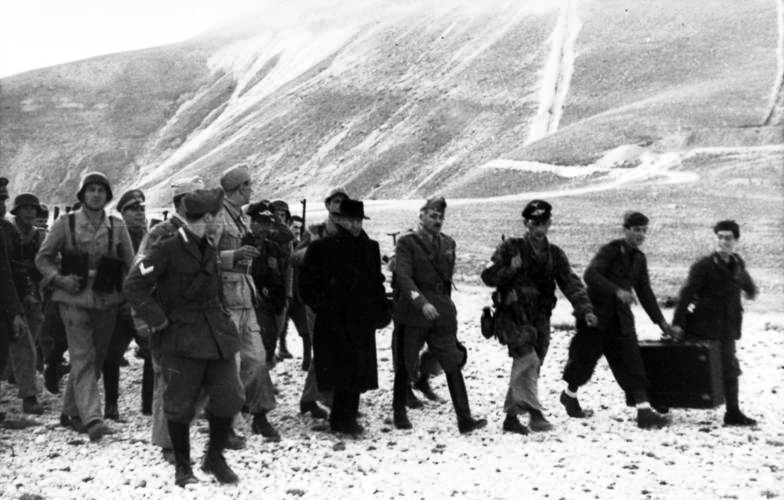
1943: Benito Mussolini este salvat din arestul la domiciliu de forțele de comando germane conduse de Otto Skorzeny.

- 490 î.Hr.: Victoria grecilor asupra perșilor în Bătălia de la Maraton.[1]
- 1609: Exploratorul englez Henry Hudson a început să exploreze râul Hudson, punând bazele colonizării olandeze a regiunii actualului stat New York.
- 1659: Oastea Țării Românești condusă de Mihnea al III-lea cucerește Giurgiul și Brăila. Începe răscoala antiotomană.
- 1683: Sfârșitul asediului otoman asupra Vienei. Armata germano-polonă condusă  de ducele Carol de Lorena și de regele Jan Sobieski înving în apropiere de Viena oastea marelui vizir Kara Mustafa.
- 1789: Jean-Paul Marat publică primul număr al ziarului L'Ami du peuple.
- 1846: Poeta engleză Elizabeth Barrett fuge cu poetul Robert Browning.
- 1847: Războiul Mexicano-American: Începe Bătălia de la Chapultepec, terminată în ziua următoare cu victoria Statelor Unite.
- 1848: Elveția a adoptat o nouă constituție, organizându-se ca stat federal.
- 1878: La Londra, pe malul Tamisei, s-a ridicat obeliscul egiptean numit "Acul Cleopatrei". Obeliscul a fost făcut cadou Angliei în 1819 de Mohamed Ali, viceregele Egiptului, cu condiția ca englezii să se ocupe de transportul lui.
- 1890: Este fondat orașul Salisbury, numit ulterior Harare, din 1980 capitală a statului Zimbabwe.
- 1919: Decret-lege privind înființarea Universității Regele Ferdinand din Cluj. Primul rector a fost Sextil Pușcariu. Universitatea maghiară din Cluj s-a refugiat la Szeged.
- 1919: Decret-lege dat de Consiliul Dirigent al Transilvaniei pentru reforma agrară și introducerea votului universal.
- 1920: La Anvers, la Jocurile Olimpice de vară, se folosește pentru prima dată steagul olimpic cu cinci inele .
- 1940: În peștera de la Lascaux, Franța sunt descoperite picturi rupestre preistorice.
- 1943: Al Doilea Război Mondial: Benito Mussolini este salvat din arestul la domiciliu de forțele de comando germane conduse de Otto Skorzeny.
- 1944: La Moscova, a fost semnată Convenția de armistițiu dintre guvernul român și guvernele Națiunilor Unite, prin care se consfințea starea de fapt a ieșirii României din războiul împotriva Națiunilor Unite și întoarcerea armelor împotriva Germaniei naziste. României i s-a impus plata a 300 de milioane de dolari despăgubiri de război (în produse). Se mai prevedea că Transilvania „sau cea mai mare parte a ei" urma să fie restituită României, sub rezerva recunoasterii acestei situații prin tratatele de pace; armata română urma să participe la lupte pe Frontul de Vest cu minimum 12 divizii de infanterie etc
- 1949: Theodor Heuss este ales ca primul președinte al Republicii Federale Germania.
- 1953: John Fitzgerald Kennedy se căsătorește cu Jacqueline Lee Bouvier la biserica St. Mary din Newport, Rhode Island.
- 1958: Americanul Jack Kilby prezintă primul circuit integrat din lume.
- 1959: S-a lansat misiunea sovietică Luna 2, prima navă care a atins suprafața lunară.
- 1966: NASA lansează misiunea Gemini 11.
- 1974: Haile Selassie, ultimul împărat al Etiopiei, este răsturnat printr-o lovitură de stat militară.
- 1990: La Moscova s-au încheiat discuțiile în format 2+4, în cadrul cărora "puterile aliate" în cel de-al Doilea Război Mondial au renunțat la drepturile speciale instituite după capitularea necondiționată a Germaniei.
- 2013: NASA anunță că Voyager 1 a devenit primul obiect spațial creat de om care a ajuns în afara sistemului solar.[2]

## Nașteri
- 1492: Lorenzo II de Medici (d. 1519)
- 1547: Regele Francisc I al Franței (d. 1547)
- 1765: Marie-Marguerite Carreaux de Rosemond, pictoriță franceză (d. 1788)
- 1829: Anselm Feuerbach, pictor german (d. 1880)
- 1837: Ludovic al IV-lea, Mare Duce de Hesse (d. 1892)

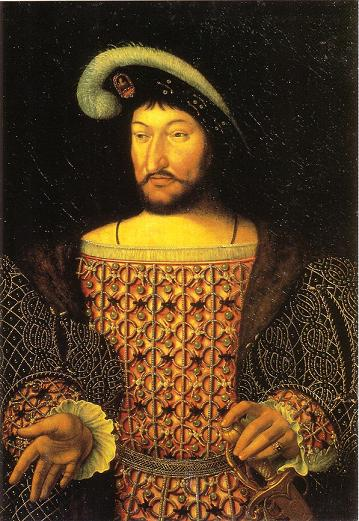
Francisc I al Franței
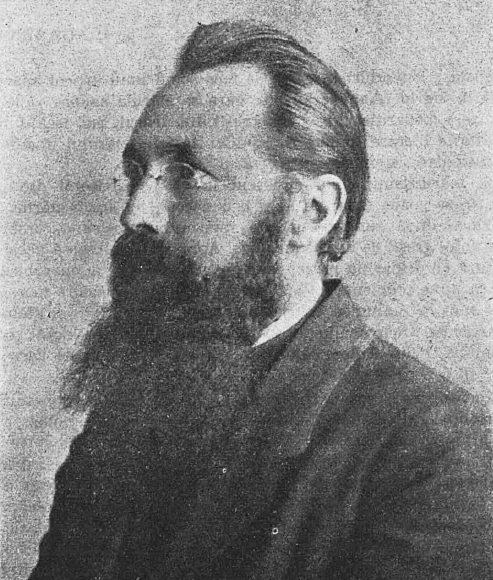
Ion Agârbiceanu, scriitor român
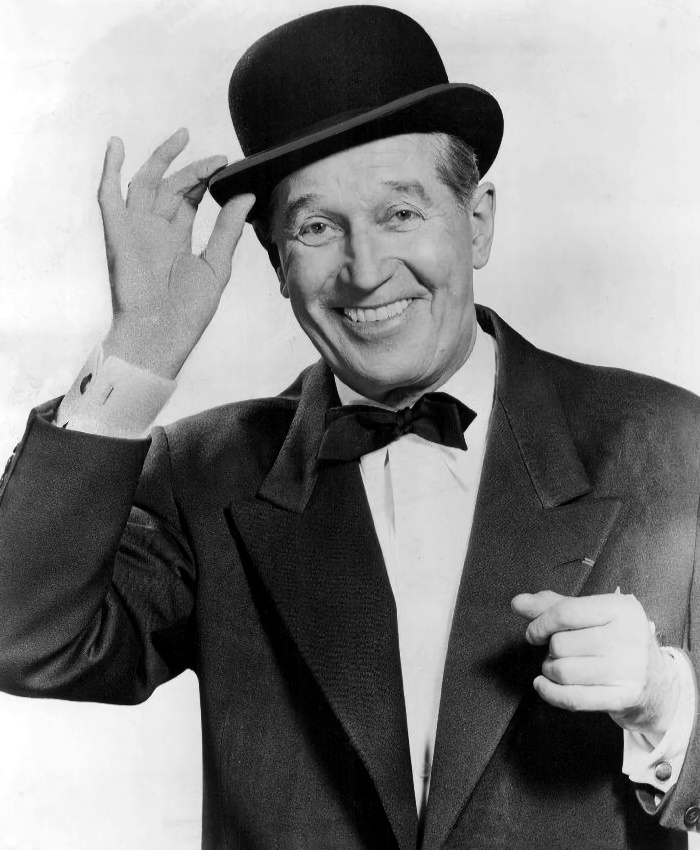
Maurice Chevalier, actor și șansonetist francez

- 1852: H. H. Asquith, politician englez, prim-ministru al Regatului Unit (d. 1928)
- 1861: Dolla Richmond, pictoriță neozeelandeză (d. 1935)
- 1867: Alfredo Acton, amiral italian (d. 1934)
- 1882: Ion Agârbiceanu, scriitor român, membru al Academiei Române (d. 1963)
- 1887: George Georgescu, dirijor român, membru corespondent al Academiei Române (d. 1964)
- 1888: Józsi Jenõ Tersánszky, scriitor, dramaturg maghiar, născut la Baia Mare (d. 1969)
- 1888: Maurice Chevalier, actor și șansonetist francez (d. 1972)
- 1897: Irène Joliot-Curie, fizician și chimist, laureată a Premiului Nobel pe anul 1935 (d. 1956)
- 1901: Gusztáv Abafáy (Gusztáv Öffenberger), scriitor, istoric literar și publicist român de etnie maghiară (d.1995)
- 1913: Eiji Toyoda, om de afaceri, fondatorul firmei de automobile „Toyota Motor Company Limited" (d. 2013)
- 1913: Jesse Owens, atlet american de culoare supranumit torpila umană (d. 1980)
- 1921: Stanislav Lem, scriitor polonez (d. 2006)
- 1930: Akira Suzuki,  chimist japonez, laureat Nobel
- 1931: Roger Planchon, dramaturg, actor și regizor de teatru francez (d. 2009)
- 1940: Linda Gray, actriță americană
- 1944: Barry White, cântăreț-compozitor și producător american (d. 2003)
- 1952: Neil Peart, muzician și autor canadian, bateristul trupei Rush (d. 2020)
- 1957: Hans Zimmer, compozitor german de muzică de film

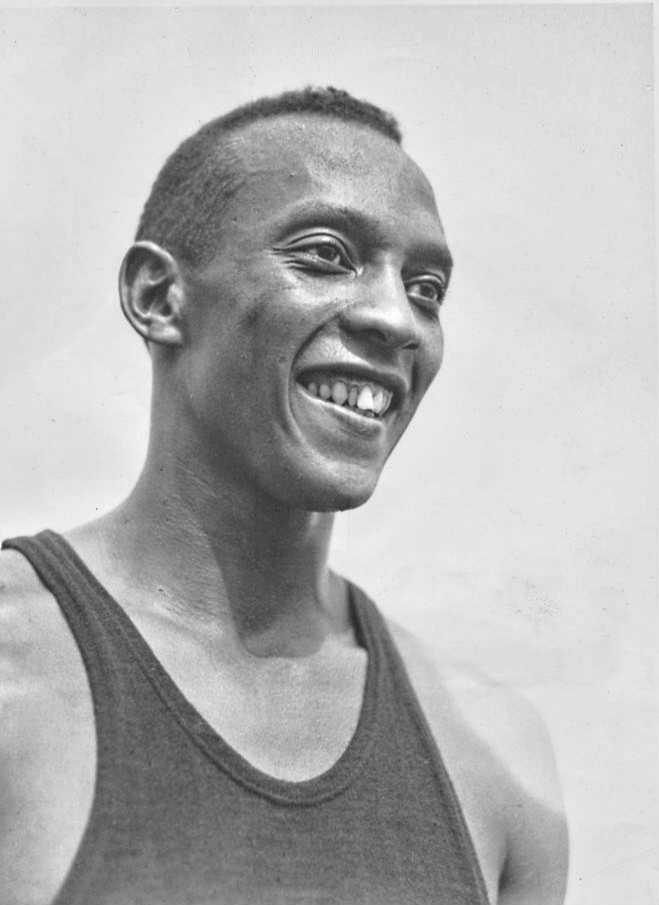
Jesse Owens, atlet american
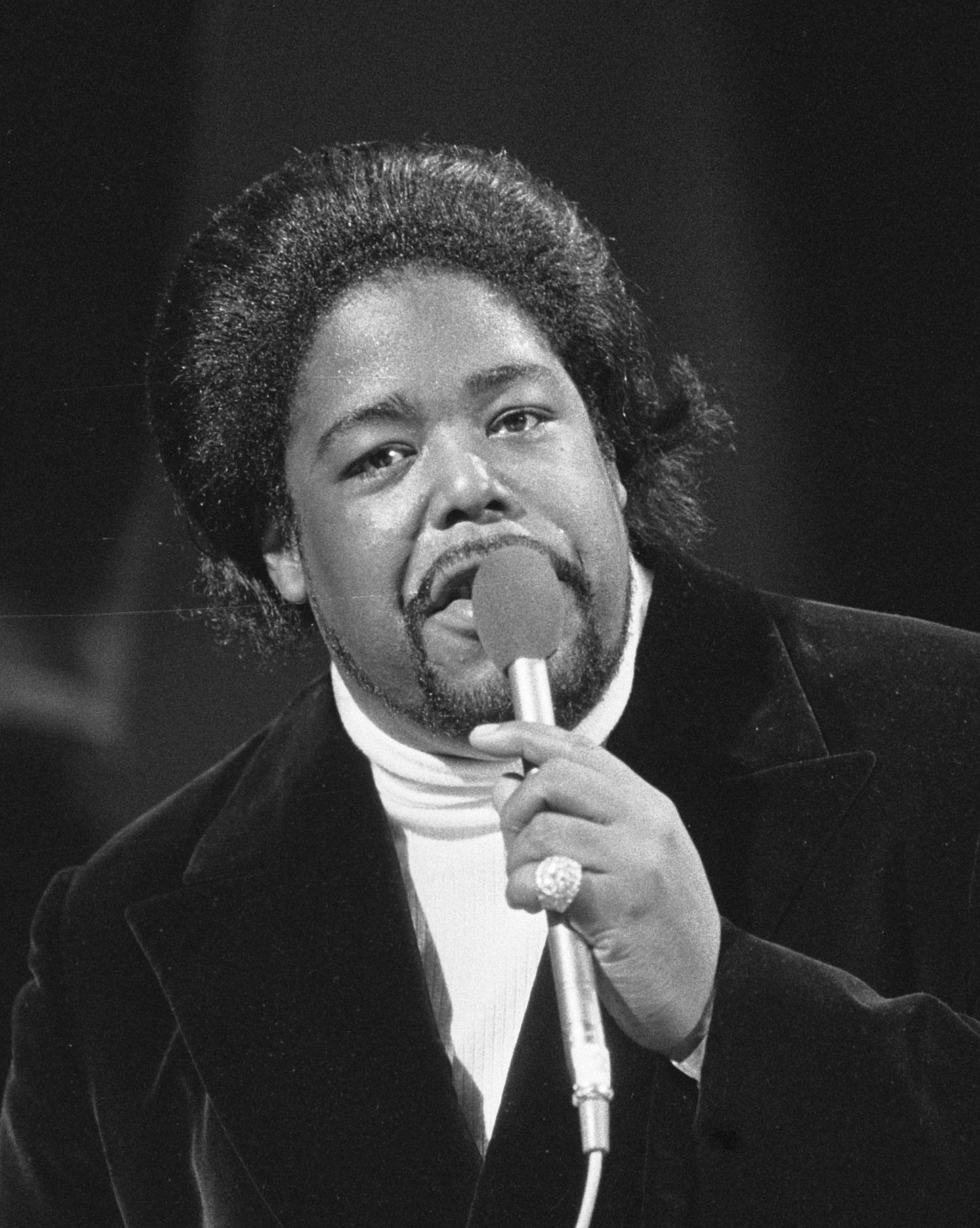
Barry White, cântăreț-compozitor american
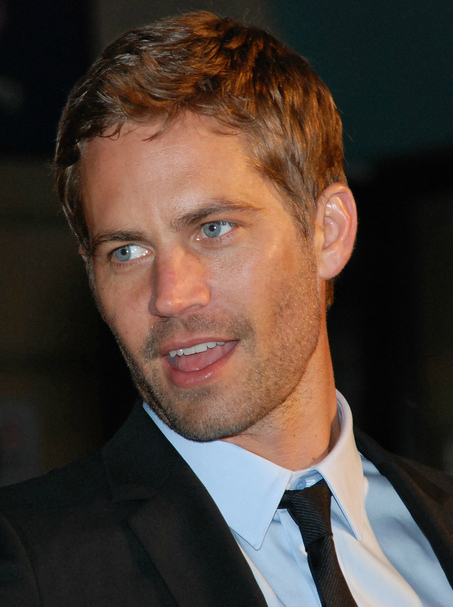
Paul Walker, actor american

- 1958: Constantin Ionescu, șahist român
- 1961: Mylène Farmer, cântăreață și compozitoare franceză
- 1967: Simona Iovănescu, handbalistă română
- 1967: Jason Statham, actor englez
- 1973: Paul Walker, actor american (d. 2013)
- 1981: Jennifer Hudson, actriță americană
- 1984: September, cântăreață suedeză
- 1986: Emmy Rossum, actriță americană
- 1991: Thomas Meunier, fotbalist belgian
- 1995: Benjamin Thomas, ciclist francez

## Decese
- 1185: Andronic I Comnen, împărat bizantin (n. 1118)
- 1362: Papa Inocențiu al VI-lea  (n. 1282)
- 1369: Blanche de Lancaster, ducesă de Lancaster (n. 1345)
- 1612: Țarul Vasili al IV-lea al Rusiei (n. 1552)

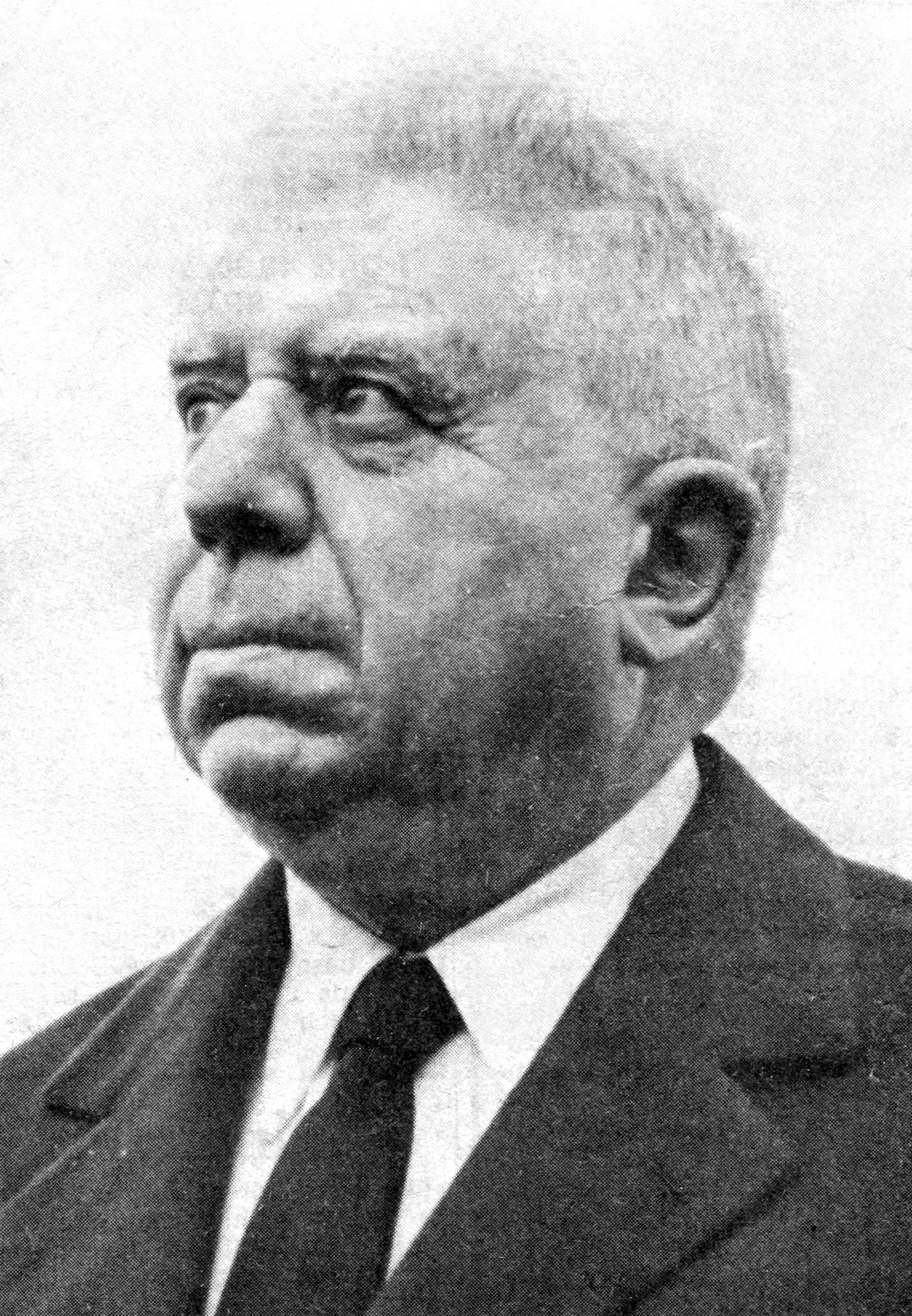
Eugenio Montale, poet italian, laureat Nobel
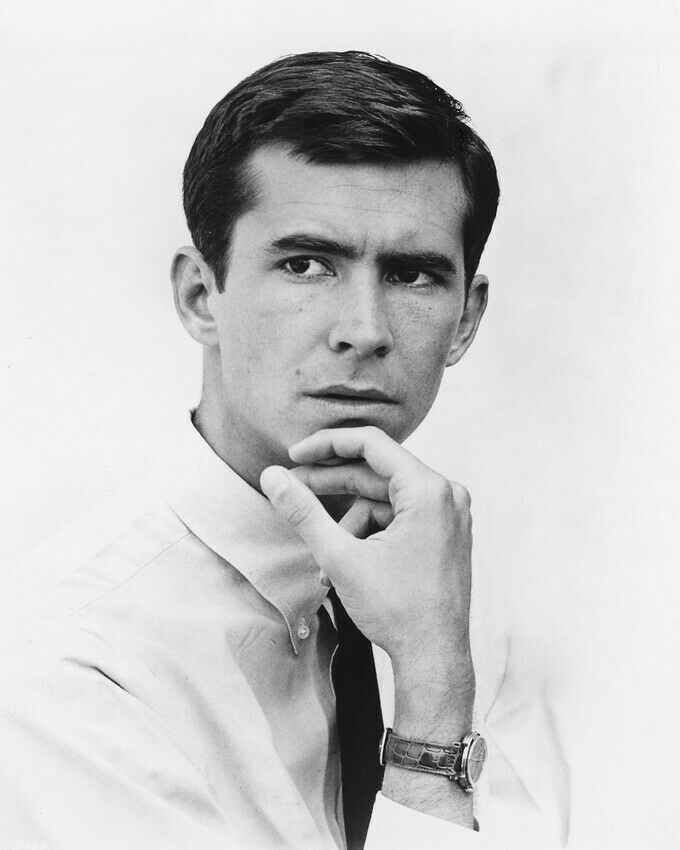
Anthony Perkins, actor american
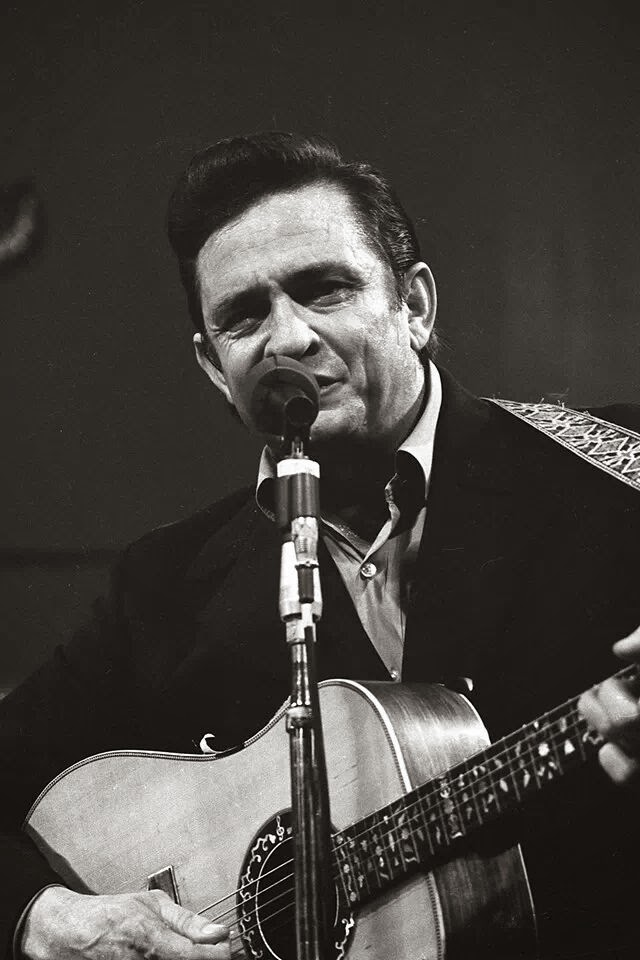
Johnny Cash, cântăreț-compozitor american

- 1683: Regele Afonso al VI-lea al Portugaliei (n. 1643)
- 1691: Johann Georg al III-lea, Elector de Saxonia (n. 1647)
- 1739: Ernest Louis, Landgraf de Hesse-Darmstadt (n. 1667)
- 1764: Jean-Philippe Rameau, compozitor francez (n. 1683)
- 1819: Gebhard Leberecht von Blücher, mareșal prusac (n. 1742)
- 1836: Christian Dietrich Grabbe, dramaturg german (n. 1801)
- 1874: François Guizot, istoric și politician francez, al 22-lea prim-ministru al Franței (n. 1787)
- 1889: Numa Denis Fustel de Coulanges, istoric francez (n. 1830)
- 1909: Henri Bouchet-Doumenq, pictor francez (n. 1834)
- 1919: Leonid Andreev, dramaturg, nuvelist și fotograf rus (n. 1871)
- 1922: Évariste Carpentier, pictor belgian (n. 1845)
- 1981: Eugenio Montale, poet și jurnalist,  laureat al Premiului Nobel pentru Literatură, 1975 (n. 1896)
- 1983: Roman Sikorski, matematician polonez (n. 1920)
- 1992: Anthony Perkins, actor american (n. 1932)
- 1995: Jeremy Brett,  actor englez (n. 1933)
- 2003: Johnny Cash, cântăreț-compozitor american, chitarist și actor (The Highwaymen) (n. 1932)
- 2014: Ian Paisley, politician nord-irlandez, membru al Parlamentului European (n. 1926)
- 2017: Tudor Andrei Petruș, scrimer și antrenor român (n. 1949)

## Sărbători
- Pe 12 septembrie romano-catolicii serbează Sfântul Nume al Mariei
- Etiopia: Ziua națională - Aniversarea revoluției din 1974